# Rockstar New England
Rockstar New England, Inc. (раніше Mad Doc Software, LLC) — американська компанія, що спеціалізується на розробленні відеоігор та дочірня студія Rockstar Games, розташована в Андовері, Массачусетс. Заснована колишнім технічним директором Activision Яном Девісом 1999 року. З початку існування компанія встигла розробити з десяток відеоігор, серед яких серії відеоігор Star Trek та Empire Earth. Окрім того, компанія також розробила власний гральний рушій Mad3D Game Endine та працювала у сфері штучного інтелекту та мережевих технологій, створивши підпрограмне забезпечення Mad AI.
Компанія долучилася до розроблення студією Rockstar Vancouver пригодницької відеогри Bully, що поширилася тиражем у понад 1,5 мільйона копій, розробивши перевидання оригінальної частини під назвою «Scholarship Edition».

## Історія

### Придбання
У квітні 2008-го року було повідомлено про придбання за нерозкриту суму коштів Mad Doc Software компанією Rockstar Games. Очільником новопридбаної студії назначили засновника Mad Doc Лейна Девіса. З того часу Mad Doc стала повноцінною дочірньою студією Rockstar Games, перетворившись на «Rockstar New England». Як заявив засновник Rockstar Games Сем Гаузер: «Команда Mad Doc Software дуже талановита... А тому, залучення їх до сім'ї Rockstar Games сприятиме поліпшенню наших основних технологій та підтримуватиме нашу відданість створенню прогресивного та інноваційного ігрового досвіду...». З іншого боку, засновник Mad Doc позитивно прокоментував придбання, заявивши, що бути частиною Rockstar Games відкриє багато можливостей для всіх. На той момент студія працювала над створенням відеогри Star Trek: Legacy для компанії Bethesda Softworks.

## Розроблені відеоігри

### Як Mad Doc Software
| Рік  | Назва                                 | Платформа(-и)                                  | Видавець                   | Примітки                                                     |
| ---- | ------------------------------------- | ---------------------------------------------- | -------------------------- | ------------------------------------------------------------ |
| 2000 | Star Trek: Armada                     | Microsoft Windows                              | Activision                 | Допомога у розробці компанії Activision                      |
| 2001 | Star Trek: Armada II                  | Microsoft Windows                              | Activision                 | Н/Д                                                          |
| 2002 | Jane's Attack Squadron                | Microsoft Windows                              | Xicat Interactive          | Розроблення перейняте від збанкрутілої Looking Glass Studios |
| 2002 | Empire Earth: The Art of Conquest     | Microsoft Windows                              | Sierra Entertainment       | Н/Д                                                          |
| 2003 | Dungeon Siege: Legends of Aranna      | Microsoft Windows                              | Microsoft Game Studios     | Розроблення разом із Gas Powered Games                       |
| 2005 | Empire Earth II                       | Microsoft Windows                              | Vivendi Universal Games    | Н/Д                                                          |
| 2006 | Empire Earth II: The Art of Supremacy | Microsoft Windows                              | Vivendi Universal Games    | Н/Д                                                          |
| 2006 | Star Trek: Legacy                     | Microsoft Windows, Xbox 360                    | Bethesda Softworks         | Н/Д                                                          |
| 2007 | Empire Earth III                      | Microsoft Windows                              | Vivendi Games              | Н/Д                                                          |
| 2008 | Turok                                 | Microsoft Windows, PlayStation 3, Xbox 360     | Disney Interactive Studios | Допомога у розробці компанії Propaganda Games                |
| 2008 | Bully: Scholarship Edition            | Android, iOS, Microsoft Windows, Wii, Xbox 360 | Rockstar Games             | Перевидання оригінальної частини від Rockstar Vancouver      |

### Як Rockstar New England
| Рік  | Назва                 | Платформа(-и)                                                                        | Видавець       | Примітки                                                                       |
| ---- | --------------------- | ------------------------------------------------------------------------------------ | -------------- | ------------------------------------------------------------------------------ |
| 2008 | Grand Theft Auto IV   | Microsoft Windows                                                                    | Rockstar Games | Лише портування, разом із Rockstar Toronto; відеогра розроблена Rockstar North |
| 2010 | Red Dead Redemption   | PlayStation 3, Xbox 360                                                              | Rockstar Games | Допомога у розробці студії Rockstar San Diego                                  |
| 2011 | L.A. Noire            | Microsoft Windows, Nintendo Switch, PlayStation 3, PlayStation 4, Xbox 360, Xbox One | Rockstar Games | Допомога у розробці компанії Team Bondi                                        |
| 2012 | Max Payne 3           | macOS, Microsoft Windows, PlayStation 3, Xbox One                                    | Rockstar Games | Розроблена як частина Rockstar Studios                                         |
| 2013 | Grand Theft Auto V    | Microsoft Windows, PlayStation 3, PlayStation 4, Xbox 360, Xbox One                  | Rockstar Games | Допомога у розробці студії Rockstar North                                      |
| 2018 | Red Dead Redemption 2 | Microsoft Windows, PlayStation 4, Stadia, Xbox One                                   | Rockstar Games | Розроблена як частина Rockstar Studios                                         |